# OFK Sliven 2000
L'OFK Sliven 2000 (en búlgar ОФК Сливен 2000) és un club de futbol búlgar de la ciutat d'Sliven. que guanyà la Copa búlgara de futbol la temporada (1989-90). L'OFC Sliven 2000 va ser fundat el 29 de febrer de 2000 després de la desaparició de FC Sliven. Durant el transcurs dels anys ha rebut les denominacions següents:
- 1914 Sportist Sliven
- 19?? Borislav Sliven
- 19?? Asenovetz Sliven
- 1924 Trakijetz Sliven
- 19?? Hadzhi Dimitar Sliven
- 1944 Angel Dimitrov Sliven
- 1945 Georgi Dimitrov (fusió amb Sabi Dimitrov)
- 1949 DNV Sliven (Dom na Narodnata Voiska)
- 1952 DNA Sliven (Dom na Narodnata Armiya)
- 1956 SKNA Sliven (Sporten Klub na Narodnata Armiya)
- 1957 ASK General Zaimov (Armeiski Sporten Klub)
- 1963 ASK Mlada Gvardia Sliven
- 1964 DFS Sliven (Druzhestvo za Fizkultura I Sport) (fusió amb DFS Hadzhi Dimitar)
- 1970 Slivenski Tekstiletz Sliven (fusió amb Tekstilets)
- 19?? Zaimkov Sliven
- 1972 AFD Sliven (Armeisko Fizkulturno Druzhestvo)
- 1972 DFS Sliven
- 1985 FK Sliven
- 19?? FK Olimpik
- 1999 FK Olimpik-Hadzhi Dimitar
- 2000 PFK Sliven 2000
- 2002 OFK Sliven 2000

## Colors
| 1970 | 1975 | 1988 | 1990 | 1991-93 |